# 오마에자키정
오마에자키정(御前崎町)은 시즈오카현 하이바라군에 있던 정이다.
2004년 4월 1일, 오가사군 하마오카정과 합병해 오마에자키시가 성립해 오마에자키정은 폐지되었다.

## 역사
- 1889년 4월 1일 - 정촌제 시행과 함께 하이바라군 오마에자키촌과 시로와촌이 성립하였다.
- 1955년 3월 31일 - 오마에자키촌과 시로와촌이 합병해 오마에자키정이 성립하였다.
- 2004년 4월 1일 - 오가사군 하마오카정과 합병해 오마에자키시가 성립하였다. 동일 오마에자키정은 폐지되었다.

## 교통

### 도로
- 국도 제150호선